# أحمد بن عبد العزيز الحداد
أحمد بن عبد العزيز الحَدَّاد أحد عُلماء الدين المسلمين السُّنَّة من دولة الإمارات العربية المتحدة، كبير المفتين ومدير إدارة الإفتاء في دائرة الشؤون الإسلامية والعمل الخيري في دبي، وهو أحد أعضاء الهيئة التأسيسية لمجلس حكماء المسلمين.

## حياته
وُلد عام 1955، متزوج وله عشرة أبناء، حصل على شهادة الدكتوراه في الشريعة الإسلامية من جامعة أم القرى. عاش حياته في الإفتاء والتدريس في المساجد والجامعات، فكان مدرسًا في كلية الدراسات الإسلامية، وكلية الإمام مالك للشريعة والقانون. وهو عضو هيئة كبار العلماء في دبي، ومدير إدارة الإفتاء في أبوظبي، كما أنّه خبير مجمع الفقه الإسلامي الدولي التابع لمنظمة المؤتمر الإسلامي.